# Cefotaksim
Cefotaksím je antibiotik iz skupine tretje generacije cefalosporinov za parenteralno dajanje. Je zelo odporen proti mnogim bakterijskim betalaktamazam ter učinkovit proti mnogim grampozitivnim in gramnegativnim aerobnim bakterijam. Uporablja se za zdravljenje številnih bakterijskih okužb, med drugim okužb sklepov, pelvične vnetne bolezni, meningitisa, pljučnice, okužb sečil, sepse, gonoreje in celulitisa. Daje se intravensko (z injiciranjem v žilo dovodnico) ali intramuskularno (z injiciranjem v mišico).
Pogosti neželeni učinki so slabost, preobčutljivostna reakcija ter vnetje na mestu injiciranja. Pojavi se lahko tudi driska, povzročena s Clostridium difficile. Ne priporoča se uporaba pri bolnikih, ki so v preteklosti doživeli anafilaksijo zaradi aplikacije penicilina. Njegova uporaba pri nosečnicah in doječih materah je relativno varna. Njegov mehanizem delovanja temelji na preprečevanju izgradnje bakterijske celične stene.
Cefotaksim so odkrili leta 1975, na tržišče pa je prišel leta 1980. Uvrščen je na seznam osnovnih zdravil Svetovne zdravstvene organizacije, torej med najpomembnejša učinkovita in varna zdravila, potrebna za normalno zagotavljanje zdravstvene oskrbe.